# Ришард Горовіц
Ришард Горовиц (пол. Horowitz Ryszard), (нар.5 травня 1939, Краків) — польсько-американський фотограф, новатор в комп'ютерному напрямку в сучасній фотографії.
Народився в єврейській родині. Зі сторони матері — племінник видатного джазового музиканта Едді Рознера.
В часи Другої світової війни працював на фабриці Оскара Шиндлера (був включений до Списку Шиндлера), пізніше його відправлено до концтабору Освенцим-Бжезінка. Був наймолодшим в'язнем Освенциму, який вижив, і якого 1945 візволено Червоною Армією.
Закінчив Академію образотворчих мистецтв в Кракові. З 1959 мешкає та працює в Нью-Йорку.
Учень Алексєя Бродовича. Працює для багатьох найкращих рекламних агентств. 1967 відкрив своє приватне фотоагентство. Його фотографічні праці відомі в усьому світі.
Виставка творів Ришарда Горовіца пройшла у Києві за підтримки та кураторства Артура Рудзицького, у травні 2010 року.